# Elie Barnavi
Élie Barnavi es un historiador israelí. Nacido en 1946 en Bucarest (Rumanía), emigró con sus padres a Israel. Después de sus estudios de Historia y Ciencias Políticas en la Universidad Hebraica de Jerusalem, en la Universidad de Tel Aviv y en la Sorbona, fue nombrado profesor de Historia del Occidente moderno en la Universidad de Tel Aviv, donde dirige el Centro de Estudios Internacionales.
Ha sido así mismo director de estudios en el Instituto de Defensa Nacional y miembro del movimiento pacifista "Paz Ahora". Embajador de Israel en Francia entre los años 2000 y 2002, retomó después la enseñanza de Historia en la Universidad de Tel Aviv. Ha publicado diversas obras acerca de la historia de Israel y del pueblo judío, así como estudios acerca del siglo XVI francés. Actualmente (2008) es director científico del Museo de Europa en Bruselas.